# Burscheid
Burscheid är en stad i Rheinisch-Bergischer Kreis i Nordrhein-Westfalen, Tyskland. Det bor omkring 19 000 personer i Burscheid som ligger nordväst om Köln. Motorvägen A1 passerar förbi staden.